# アグリアーノ
アグリアーノ（伊: Agugliano）は、イタリア共和国マルケ州アンコーナ県にある、人口約4,600人の基礎自治体（コムーネ）。

## 地理

### 位置・広がり
アンコーナ県のコムーネ。県都・州都アンコーナから南西へ13kmの距離にある。

#### 隣接コムーネ
隣接するコムーネは以下の通り。
- アンコーナ
- カメラータ・ピチェーナ
- イェージ
- ポルヴェリージ

### 気候分類・地震分類
アグリアーノにおけるイタリアの気候分類 (it) および度日は、zona D, 2064 GGである。
また、イタリアの地震リスク階級 (it) では、zona 2 (sismicità media) に分類される。

## 行政

### 分離集落
アグリアーノには、以下の分離集落（フラツィオーネ）がある。
- Castel d'Emilio, il Molino, la Chiusa, Borgo Ruffini